# 765-й истребительный авиационный полк
765-й истребительный авиационный полк ПВО (765-й иап ПВО) — воинская часть авиации войск Противовоздушной обороны Вооружённых Сил СССР, выполнявшая задачи противовоздушной обороны.

## Наименования полка
- 765-й истребительный авиационный полк ПВО
- войсковая часть 40374

## История
Официальной датой формирования полка считается 7 ноября 1952 года.
Выдержка из формуляра 765-го иап:

«Согласно Директиве Военного министра СССР № ОРГ/3/79348 от 15 февраля 1952 года и Главного управления Командующего Войсками ПВО № ОМУ/2/1573527 от 25 марта 1952 года началось формирование 87-й истребительной авиационной дивизии ПВО, в состав которой вошли 763-й, 764-й, 765-й истребительные авиационные полки и 908-й отдельный авиационно-технический батальон. Формирование дивизии и полков закончилось 7 ноября 1952 года. Эта дата стала официальным днём образования полка».

Полк был сформирован в составе 87-й истребительной авиационной дивизии ПВО. В дивизию вошли 763-й иап (в/ч 40372), 764-й иап (в/ч 40373) и 765-й иап (в/ч 40374). 87-я иад ПВО входила в состав 20-го корпуса ПВО. Управление корпуса находилось в городе Пермь.
Первым командиром дивизии был назначен полковник Елагин Николай Михайлович.
5 июля 1953 года командующий войсками Уральского района ПВО, герой Советского Союза генерал-лейтенант А. Ф. Щеглов на лагерном аэродроме «Кумысное» вручил боевые знамёна всем трём полкам 87-й иад. В июне 1954 года была образована Уральская армия ПВО. В 1960 году Уральская армия ПВО была преобразована в 4 отдельную армию ПВО. Управление армии находилось в городе Свердловск.
Для обслуживания полка был создан отдельный батальон авиационно-технического обслуживания (ОБАТО) – в/ч 31561. В ведении этой части находились автопарк, служба горюче-смазочных материалов, авиационно-техническая, вещевая служба, продовольственная служба, финансовая часть, медицинская служба и др. Ещё одно подразделение – отдельный батальон связи и радиотехнического обслуживания (ОБС РТО), войсковая часть 0305 – обеспечивало радиотехническое оборудование полётов, телефонную связь. Управление полётами производилось с подземного командного пункта, находившегося неподалёку от соседнего села Покровское, за микрорайоном под названием «Майка».

## Базирование
Первоначально все три полка базировались в Перми на аэродроме Большое Савино, так как параллельно с формированием полков велось строительство домов военного городка «Сокол» и бетонной ВПП на аэродроме Салка. Весной 1953 года первые самолёты эскадрильи 765-й иап (МиГ-15 и МиГ-17 различных модификаций) появились и стали нести боевое дежурство на аэродроме Салка вблизи города Нижний Тагил. С этого времени аэродром Салка стал постоянным местом базирования 765-й иап. Полное перебазирование на аэродром Салка завершилось в 1960 году.
763-й иап был перебазирован из Перми в посёлок Комсомольский.
764-й иап постоянно базируется на аэродроме Большое Савино.
Во время строительства пермского аэропорта Большое Савино и удлинения его бетонной ВПП (с апреля по ноябрь 1964 года) на аэродроме Салка временно базировался 764-й иап.

## Вооружение
| Период      | Самолёты  |
| ----------- | --------- |
| 1953 — 1957 | МиГ-15бис |
| 1957 — 1962 | МиГ-17    |
| 1960 — 1980 | Су-9      |
| 1980 — 1994 | МиГ-23П   |

| МиГ-17 | МиГ-15 | МиГ-17 |

## Командиры
| Звание       | Ф. И.О.                           | Период в должности  | примечание                           |
| ------------ | --------------------------------- | ------------------- | ------------------------------------ |
| Полковник    | Харитонов Василий Петрович        | С 1960 по 1962 г.г. | участник Великой Отечественной войны |
| Подполковник | Авдеев Борис Константинович       | с 1962 г. -         | погиб в конце 60-х годов             |
| Подполковник | Гречишник Михаил                  |                     |                                      |
| Подполковник | Ворожбит Николай Иванович         | С 1968 по 1970 г.г. |                                      |
| Подполковник | Киселёв Александр                 | с 1970 по 1979 г.г. |                                      |
| Полковник    | Тарасов Анатолий Матвеевич        | с 1979 по 1982 г.г. |                                      |
| подполковник | Степаненко Анатолий Александрович | с 1982 по 1984 г.г. |                                      |
| Полковник    | Бублейник Владимир Николаевич     | С 1984 по 1988 г.г. |                                      |
| Подполковник | Гвоздев Александр Михайлович      | с 1988 по 1991 гг.. |                                      |
| Полковник    | Ахметов Тимирзян Абдуллович       | С 1991 по 1993 г.г. |                                      |
| Полковник    | Закоморный Виталий Иванович       | С 1993 по 1998 г.г. |                                      |
| Полковник    | Багаутдинов Фаукат Ахматдинович   | С 1998 по 2001 г.г. |                                      |
| Майор        | Хребтов Николай Анатольевич       | С 2001 по 2005 г.г  |                                      |

## Авиапроисшествия
- В конце 1960-х потерпел катастрофу Су-9, разбился командир 765-го иап полковник Авдеев Борис Константинович. Произошло столкновение с землёй после прохода БПРМ при попадании в снежный заряд при заходе на посадку ночью[1].
- 4 июня 1969 году разбился Миг-15УТИ при выполнении разведки погоды. Погиб экипаж в составе командира звена 3-й эскадрильи майор Левшин Ю. И. и старшего лейтенанта Илюшкина Н. В.[2]
- В 1970-х годах в первой половине потерпел катастрофу Су-9У из-за неубора закрылков из взлётного положения при скорости свыше 600 км/ч и последовавшего крена на малой высоте, погиб лётчик Шевченко Борис, оператор успел катапультироваться из задней кабины по команде Шеченко Б. и остался жив.
- 13 июня 1978 года разбился Су-7У, погиб подполковник Панов Сергей, при выполнении разведки погоды — замеряли нижний край облачности, столкнулись с сопкой[1].
- В начале 1990-х капитан Смирнов Валерий Алексеевич посадил неисправный МиГ-23П, за что был представлен к правительственной награде.
- 15 июля 1991 года потерпел катастрофу МиГ-23П, погиб капитан Хохлов Александр Иванович[2].

## Расформирование
В 1994 году 765-й ИАП были реорганизован в 1454-ю базу резерва авиационной техники (БРАТ), (в/ч 40374). 1454-я БРАТ просуществовала до 2004 года.